# محسن الحربي
محسن الحربي هو لاعب كرة قدم عماني في مركز الوسط، ولد في 22 سبتمبر 1980 في سلطنة عمان. شارك مع منتخب عمان لكرة القدم. أما مع النوادي، فقد لعب مع نادي السويق ونادي صور.

## وصلات خارجية
- محسن الحربي على موقع الاتحاد الدولي (مؤرشف)  (الإنجليزية)
- محسن الحربي على موقع قاعدة بيانات كرة القدم.إي يو (الإنجليزية)
- محسن الحربي على موقع ناشيونال فوتبول تيمز (الإنجليزية)
- محسن الحربي على موقع Soccerway.com (الإنجليزية)
- محسن الحربي على موقع كووورة